# (14613) Sanchez
(14613) Sanchez (1998 TP2) – planetoida z pasa głównego asteroid okrążająca Słońce w ciągu 4,41 lat w średniej odległości 2,69 j.a. Odkryta 13 października 1998 roku.